# Bävertjärnen (Stensele socken, Lappland, 721562-159017)
Bävertjärnen är en sjö i Storumans kommun i Lappland och ingår i Umeälvens huvudavrinningsområde.